# HKm Zvolen
HKm Zvolen, slovakiska: Hokejový Klub Mesta Zvolen, är en ishockeyklubb i Zvolen i Slovakien som spelar i den slovakiska högstaligan Tipos Extraliga. Laget blev slovakiska mästare säsongen 2000/01, 2012/13 samt 2020/21. NHL-spelaren Tomáš Tatar (Detroit Red Wings, Vegas Golden Knights, Montréal Canadiens och New Jersey Devils) gjorde debut i Slovakiska högstaligan i klubben 2008.